# Bettina von Arnim
Bethina Brentano, de nome de nascimento Elisabeth Katharina Ludovica Magdalena Brentano (Frankfurt am Main; 4 de abril de 1785 - Berlim, 20 de janeiro de 1859) condessa de Arnim, foi uma escritora e novelista romântica alemã, e também a editora, compositora, cantora, artista, ilustradora, patrona das artes e ativista social.

## Carreira
Bettina (ou Bettine) Brentano foi escritora, editora, compositora, cantora, artista visual, ilustradora, patrona de jovens talentos e ativista social. Ela foi o arquétipo do zeitgeist da era romântica e o ponto crucial de muitas relações criativas de figuras artísticas canônicas. Mais conhecida pela companhia que mantinha, ela contava entre seus amigos mais próximos Goethe, Beethoven, Schleiermacher e Pückler e tentava promover o acordo artístico entre eles. Muitos dos principais compositores da época, incluindo Felix e Fanny Mendelssohn, Robert e Clara Schumann, Franz Liszt, Johanna Kinkel e Johannes Brahms, admiravam seu espírito e talentos. Como compositor, o estilo de von Arnim não era convencional, moldando e mesclando melodias folclóricas favoritas e temas históricos com harmonias inovadoras, comprimentos de frases e improvisações que se tornaram sinônimo da música da época. Ela era intimamente relacionada com os escritores alemães Clemens Brentano e Achim von Arnim: o primeiro era seu irmão, o segundo seu marido. Sua filha Gisela von Arnim também se tornou uma escritora proeminente. Seus sobrinhos, através de seu irmão Christian, eram Franz e Lujo Brentano.

## Publicações
- Goethes Briefwechsel mit einem Kinde, 1835 (correspondência de Goethe com uma criança – tradução inglesa)
- Die Günderode, 1840 [Miss Günderode] (uma correspondência ficcional com sua amiga, a poetisa Karoline von Günderrode (1780-1806))
- Dies Buch gehört dem König, 1843 (Este livro pertence ao rei)
- Clemens Brentanos Frühlingskranz, aus Jugendbriefen ihm geflochten, wie er selbst schriftlich verlangte, 1844 (Coroa de Primavera de Clemens Brentano, tecida para ele a partir das cartas de sua juventude, como ele pediu por escrito) (cartas genuínas de e para seu irmão)
- Ilius Pamphilius und die Ambrosia, 1848
- An die aufgelöste Preußische Nationalversammlung, 1849
- com Gisela von Arnim: Das Leben der Hochgräfin Gritta von Rattenzuhausbeiuns, 1840
- "Tale of the Lucky Purse" (em alemão: Erzählung vom Heckebeutel), um conto que reflete as sensibilidades sociais da época em relação à questão da pobreza. Fazia parte de seus trabalhos inéditos para seu Armenbuch (documentos da pobreza). O conto também retrabalha o motivo da bolsa mágica inesgotável encontrada no conto europeu de Fortunatus.

## Cartas
- Bunzel, Wolfgang,ed.: Bettine von Arnim: Letzte Liebe. Das unbekannte Briefbuch. Berlim 2019. Cartas de Arnim para seu amigo Julius Döring.
- Renate Moering, ed., Achim von Arnim – Bettine Brentano verh. 3 vols. Edição completa após os manuscritos originais com comentário, Reichert, Wiesbaden 2019.
- Gajek, Enid e Bernhard Gajek, eds., Bettine von Arnim, Hermann von Pückler-Muskau, »Die Leidenschaft ist der Schlüssel zur Welt«. Briefwechsel 1832–1844 ("A paixão é a chave do mundo". Correspondência 1832–1844), com comentários, Cotta, Stuttgart 2001, ISBN 3-7681-9809-X